# Paul Dirmeikis
Paul Dirmeikis est un poète, compositeur, chanteur et peintre né en 1954 à Chicago (USA). Il vit en Bretagne.

## Biographie

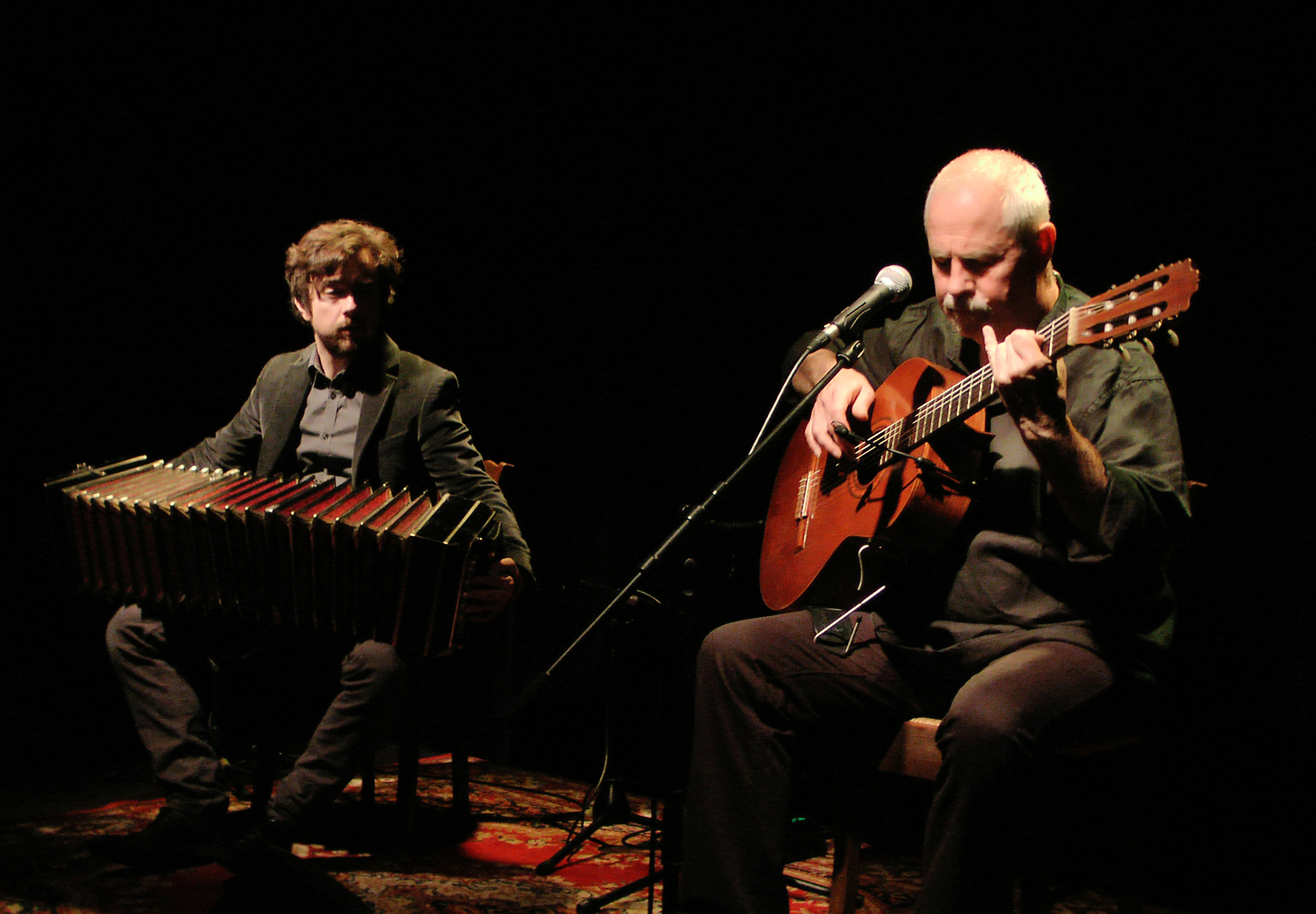
Paul Dirmeikis (chant & guitare) & Jean-Baptiste Henry (bandonéon) en concert

L'éventail de sa création musicale s'étend de la mise en musique et du chant de la poésie, à la musique électronique et microtonale d'avant-garde et à des compositions pour ensembles de chambre. Il eut l'occasion de rencontrer le compositeur Karlheinz Stockhausen et de le côtoyer de loin en loin durant une trentaine d'années, travaillant parfois en tant que traducteur pour la Stockhausen Verlag. 
Son catalogue est riche d'une centaine d'opus (opéra de chambre, musique électronique [avec ou sans solistes live], musique de chambre). Il fut membre de l'Union des compositeurs lituaniens de 2003 à 2019.
En ce qui concerne ses chansons, dans les années 1980, il a mis en musique, en plus de ses propres textes, des poèmes de Charles Baudelaire, Pablo Neruda, Federico Garcia Lorca, Louis Aragon, Pierre Emmanuel. 
Plus récemment, depuis 2008, il a mis en chansons des poètes essentiellement de Bretagne tels que Tristan Corbière, Victor Segalen, Max Jacob, Armand Robin, René Guy Cadou, Georges Perros, Pierre-Jakez Hélias, Angèle Vannier, Paol Keineg et Mérédith Le Dez, mais aussi Claude Pierre (Haïti) et Salah Stétié, ainsi que ses propres poèmes toujours. 
Depuis 2014, il est accompagné sur scène par le bandonéoniste et compositeur Jean-Baptiste Henry et occasionnellement par le violoncelliste Julien Blondel en formation trio.
Il a été invité au Festival international de Musique contemporaine "Is Arti" à Kaunas (Lituanie) en 2004, au Festival national de la poésie à Jérémie (Haïti) en 2014, au Festival international de poésie chantée "Tai As" à Vilnius (Lituanie) en 2014 et au Festival international de poésie "Voix vives" de Méditerranée en Méditerranée à Sète (France) en 2017.
Sa peinture, régulièrement exposée en Bretagne, mais aussi à Paris (2011 et 2019), peut s'inscrire dans le courant de l'expressionnisme abstrait et de l'abstraction lyrique. Elle utilise des techniques et matériaux divers (huile, acrylique, pastel, encre, sable, colle, papier...).

## Discographie
- Loup Rouge, LP EVE 001 (1984)
- Message laissé à Pondichéry le 18 novembre 1973, CD EVE 002 (1988)
- 17 Métacompositions (2002), DVD audio EVE 003 (2004).
- entre parenthèses, (31 poèmes de René Guy Cadou) digipack 2-CD EVE 004 (2008)
- Je vous parle d'un buisson très éloigné, CD EVE 005 (2016)